# 아다마 트라오레 (1995년 6월 5일)
아다마 말루다 트라오레(프랑스어: Adama Malouda Traoré, 1995년 6월 5일 ~ )는 말리의 축구 선수로, 현재 헝가리 넴제티 버이녹샤그 I의 클럽 페렌츠바로시와 말리 국가대표팀에서 윙어로 활약하고 있다.

## 구단 경력

### 메스
2018년 8월 20일, 트라오레는 프랑스의 FC 메스와 4년 계약을 맺고 입단했다. 그는 9월 17일, 3-1로 이긴 베지에와의 원정 경기에서 87분에 오파 응구테와 교체되어 리그 2 데뷔 전을 치렀다. 2019년 1월, 그는 시즌이 끝날 때까지 같은 리그의 오를레앙으로 임대되었다.
트라오레는 2020년 1월 19일 사우디 프로 리그의 알아달라 FC로 남은 시즌 동안 임대되었고, 7월에는 코로나19 범유행으로 중단되었던 시즌을 마무리할 수 있도록 9월까지 임대를 연장했다.

### 셰리프 티라스폴
2021년 2월 10일, 트라오레는 셰리프 티라스폴와 계약을 체결했다.
2021년 9월 15일, 트라오레는 FC 샤흐타르 도네츠크와의 UEFA 챔피언스리그 경기에서 득점을 기록하며 팀의 2-0 승리를 이끌었다.

### 페렌츠바로시
2023년 5월 5일, 그는 2022-23 시즌 넴제티 버이녹샤그 I에서 페렌츠바로시와의 경기에서 30번째 경기에서 케치케메트가 혼베드에게 0-1로 패하며 우승을 차지했다.
2023년 8월 6일 소스토이 스타디온에서 열린 페헤르바르와의 2023-24 시즌 첫 골을 기록했다.

## 국가대표팀 경력
트라오레는 튀르키예에서 열린 2013년 FIFA U-20 월드컵에 참가한 말리 U-20 국가대표팀의 일원이었다. 그는 티에코로 케이타와 경기에서 전반전을 치렀을 뿐인데, 이 경기에서 말리는 4-1로 조별 리그에서 탈락했다.
2013년 7월 6일, 트라오레는 3-1로 이긴 기니와의 2014년 아프리카 네이션스 챔피언십 예선 경기에서 말리 국가대표팀 데뷔 전을 치렀다. 2014년 1월 6일, 그는 2014년 아프리카 네이션스 챔피언십에 참가할 말리의 23인 선수단에 이름을 올렸다. 5일 후, 그는 나이지리아를 상대로 2-1로 이긴 경기에서 자신의 성인 국가대표팀 첫 골을 기록했다. 나이지리아를 상대로 조 1위를 차지한 뒤, 짐바브웨에 의해 8강전에서 2-1로 패하며 탈락했다. 2015년 11월, 트라오레는 세네갈에서 열린 2015년 아프리카 U-23 네이션스컵에 참가할 말리의 21인 선수단에 이름을 올렸다.
2019년 6월 16일, 그는 이집트에서 열린 2019년 아프리카 네이션스컵에 참가할 말리의 23인 명단에 이름을 올렸다. 2019년 6월 24일, 그는 4-1로 이긴 모리타니와의 개막전에서 61분에 아다마 트라오레 II를 대신해 득점을 기록했다.

## 사생활
트라오레는 같은 달에 태어난 같은 이름의 선수의 국제적인 팀 동료였다. 둘은 또한 같은 시간에 메스에 있었다. 그들을 구별하기 위해, 후자는 아다마 노스 트라오레(프랑스어: Adama Noss Traoré)라고도 불렸다.